# Gravenhurst (Ontario)
Gravenhurst es un pueblo canadiense situado en la provincia de Ontario.

## Superficie
Gravenhurst tiene una superficie de 489,11 km².

## Demografía
En 2021, tenía 13 157 habitantes, una densidad poblacional de 26,9 hab./km², y 8271 viviendas.